# راي كوكرين
راي كوكرين (بالإنجليزية: Ray Cochrane)‏ هو فارس بريطاني، ولد في 18 يونيو 1957.